# Tangata plena
Tangata plena là một loài nhện trong họ Orsolobidae.
Loài này thuộc chi Tangata. Tangata plena được Raymond Robert Forster miêu tả năm 1956.